# Holoterpna
Holoterpna is een geslacht van vlinders van de familie spanners (Geometridae), uit de onderfamilie Geometrinae.

## Soorten
- H. diagrapharia Püngeler, 1900
- H. errata Prout, 1922
- H. pruinosata (Staudinger, 1897)